# Ségur-les-Villas
Ségur-les-Villas is een gemeente in het Franse departement Cantal (regio Auvergne-Rhône-Alpes) en telt 229 inwoners (2005). De plaats maakt deel uit van het arrondissement Saint-Flour.

## Geografie
De oppervlakte van Ségur-les-Villas bedraagt 26,5 km², de bevolkingsdichtheid is 8,6 inwoners per km².
De onderstaande kaart toont de ligging van Ségur-les-Villas met de belangrijkste infrastructuur en aangrenzende gemeenten.

## Demografie
Onderstaande figuur toont het verloop van het inwonertal (bron: INSEE-tellingen).

Vanwege een beveiligingsprobleem met de MediaWiki Graph-software is het momenteel niet mogelijk deze grafiek weer te geven. Zodra de software is bijgewerkt zal de grafiek vanzelf weer zichtbaar worden.